# Bad Brains
Bad Brains je americká hudební skupina hrající hardcore punk. Byla založena ve Washingtonu D.C. v roce 1977. Je známá jako jedna z kapel, které položily základy hardcore.

## Diskografie

### Studiová alba
- Bad Brains (1982, ROIR Records)
- Rock for Light (1983, Caroline Records)
- I Against I (November 1986, SST Records)
- Quickness (September 14, 1989, Caroline Records)
- Rise (August 17, 1993, Epic Records)
- God of Love (May 9, 1995, Maverick Records)
- I & I Survived (November 26, 2002, DC Records)
- Build a Nation (June 26, 2007, Megaforce Records)

### Živá alba
- Live at CBGB's 1982 (nahráno živě v roce 1982 – vydáno 2006, MVD Records)
- The Youth Are Getting Restless (nahráno živě 1987, vydáno 1990, SST Records)
- Live (nahráno živě 1984 – vydáno 1988, SST Records)
- A Bad Brains Reunion Live from Maritime Hall (nahráno živě 1999, vydáno 2001, 2B1 Records)

### 7" Singly
- The Omega Sessions (v roce 1997 demo nahrávka, nahráno v roce 1980, vydáno jako 10" nahrávka a 9" Picture Disk a CD-EP Victory Records)
- Spirit Electricity (1988, Bad Brains Records)

### Kompilace
- New York Thrash (1982)
- Rat Music for Rat People (CD Presents, (1982)
- Black Dots (nahráno 1979) (1996)
- Banned in D.C. (2003)

### Videa
- Live at CBGB's 1982 (2006, Music Video Distributors)

### Singly
- "Pay to Cum" b/w "Stay Close to Me" (7" 45 rpm, 1980, Bad Brains Records BB001)
- "I Luv I Jah" b/w "I"/"Sailin' On"/"Big Take Over" (12" 1982, Alternative Tenticles UK)
- "Destroy Babylon/Coptic Times/Joshua's Song//I and I Survive" (12" 1982, Bad Brains Records)